# Estación Paso de los Toros
Paso de los Toros es una estación ferroviaria ubicada en la ciudad homónima, Departamento de Tacuarembó, Uruguay. 

## Servicios
Actualmente se encuentra sin operaciones de pasajeros. Entre 2011 y 2012, Trenes de Buenos Aires utilizaba la estación como terminal del Tren de los Pueblos Libres.